# 追風 (惡劣氣候)
追風（英語：Storm chasing）廣泛定義為無論出於個人好奇、探險行動、科學研究、或報導新聞等動機，而追逐惡劣天氣並加以攝影或錄製的行動，通常追逐風暴的人則會被稱作「追風者」（Storm chaser）。

## 概要
追風除了帶有一部分對於科學資料蒐集的追求外，同時也包含了一種對於自然災害的迷戀心態。最早追風行動主要自1950年代的美國中西部開始，其中當時除了該地有著密集的道路網絡外同時也有低成本的油料得以供應，這使得追風人得以駕駛的一般的車輛由遠至近觀察風暴的演變。
而隨著追風的風潮逐漸於世界各地興起後，這些由些由氣象學家、記者、攝影師與業餘愛好者等氣候研究員所擁有的配備也更為精良。雖然絕大部分的追風行動是指追逐龍捲風，但也有人是追逐著下擊暴流或者雷暴並期望著積雨雲能創造出大範圍地閃電和冰雹景觀。
此外也有少部分人追風人是以熱帶氣旋、颶風及颱風作為目標。有些研究機構或政府單位以裝有研究儀器的飛機飛入風暴內，以取得更精確的資料進行研究，例如美國國家海洋暨大氣總署（NOAA）的颶風獵人、中華民國交通部中央氣象局與國立台灣大學等研究單位租用漢翔工業的ASTRA飛機進行「侵台颱風之飛機偵察及投落送觀測實驗」（Dropwindsonde Observation for Typhoon Surveillance near the TAiwan Region （DOTSTAR）），又名「追風計畫」。

## 外部連結
- （英文） The Meaning of Chasing （页面存档备份，存于）
- （英文） The National Storm Chaser Convention （页面存档备份，存于）
- （英文） SKYWARN Storm Spotter Guides Online Service （页面存档备份，存于）
- （英文） myrsky.com （页面存档备份，存于）
- （英文） Storm Chasing and Tornadoes （页面存档备份，存于）
- （繁體中文） DOTSTAR追風計劃 （页面存档备份，存于）